# Tristia (Berlioz)
I Tristia sono una composizione musicale di Hector Berlioz, formata da tre brani per orchestra e coro composti in tempi diversi e raccolti insieme nel 1852. Nonostante la citazione dell'omonima opera ovidiana, i Tristia di Berlioz sono ispirati a Shakespeare e Moore.

## Struttura
La raccolta si compone di tre movimenti.
1. Méditation religieuse. Brano composto su un testo di Moore nella traduzione francese di Louise Belloc.[1] Fu scritto a Roma nel 1831 per orchestra e coro a sei parti. Si rapporta indirettamente a Shakespeare per il carattere conflittuale del complesso tessuto emotivo.[2]
2. La mort d'Ophélie. Composto su un testo di Legouvé ispirato all'Amleto, nacque nel 1842 per voce e pianoforte e fu adattato nel 1848 a orchestra e coro femminile. Il tema dominante è quello shakespeariano del contrasto tra la tragedia della persona e l'indifferenza che la circonda.[2]
3. Marche funèbre pour la dernière scène d'Hamlet. È una marcia funebre scritta nel 1848 per l'ultima scena di un Amleto che poi non fu più inscenato. La fonte d'ispirazione sono le battute di Fortebraccio in epilogo alla tragedia, che Berlioz riporta sulla partitura ma che non sono intonate dal coro, il quale si limita a ripetere Ah![1] Il brano richiama in parte, per carattere, la Grande symphonie funèbre et triomphale dello stesso Berlioz (1840).[2]